# Завадинці (Шепетівський район)
Завади́нці — село в Україні, у Ізяславській міській громаді Шепетівського району Хмельницької області. Населення становить 185 осіб.

## Географія
Село розташоване в південно-західній частині Ізяславської міської громади, на лівому березі річки Горинь, за 25 км (автошляхом місцевого значення) на захід від центру громади Ізяслав, та за 120 км (автошляхами Н03, Н25 та Н02) на північ від обласного центру Хмельницький.

## Історія
У 1906 році село Михнівської волості Ізяславського повіту Волинської губернії. Відстань від повітового міста 16 верст, від волості 6. Дворів 61, мешканців 317.
7 (20) листопада 1917 року, відповідно до Третього Універсалу Української Центральної Ради, увійшло до складу Української Народної Республіки.
12 червня 2020 року, відповідно до розпорядження Кабінету Міністрів України № 727-р «Про визначення адміністративних центрів та затвердження територій територіальних громад Хмельницької області», увійшло до складу Ізяславської міської територіальної громади.
19 липня 2020 року, в результаті адміністративно-територіальної реформи та ліквідації Ізяславського району, село увійшло до складу новоутвореного Шепетівського району

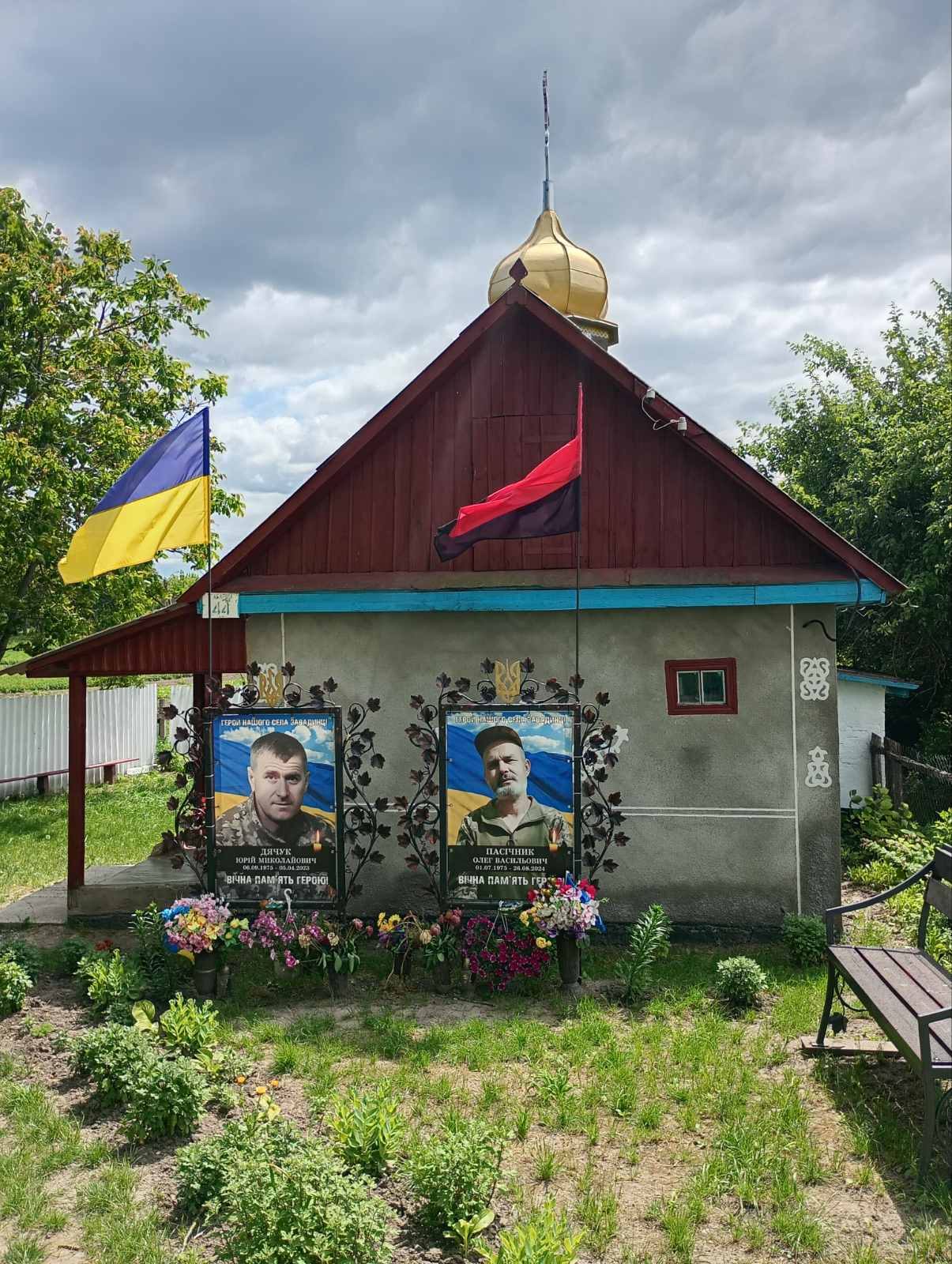
Фото банерів

4 жовтня 2024 року в селі було встановлено банери для загиблих героїв російсько-української війни на території місцевого храму.

## Населення
| Роки            | 1906 | 2001  | 2010  | 2011  |
| --------------- | ---- | ----- | ----- | ----- |
| Населення, осіб | 317  | ▼ 261 | ▼ 238 | ▬ 238 |

## Уродженці
- Пйотр Хмельовський (1848—1904) — польський історик літератури